# Teresa Gisbert Jordà
María Teresa Gisbert Jordá (Valencia, 1957) es una jurista y fiscal española especializada en derecho de menores. Desde 2024, es la fiscal de menores de la Fiscalía General del Estado.

## Trayectoria
Es hija de Manuel Gisbert Rico, último alcalde republicano de la ciudad de Valencia. Su familia ha estado vinculada a la política y el derecho. Es hermana del periodista Emili Gisbert. Licenciada en Derecho, Gisbert comenzó su carrera fiscal en 1981 en los partidos judiciales de Mataró y Arenys de Mar. Un año después, se incorporó a la Fiscalía de la Audiencia Provincial de Castellón, en la agrupación de Vinaròs-Sant Mateu. En 1984, pasó a formar parte de la Fiscalía del Tribunal Superior de Justicia de la Comunidad Valenciana (TSJCV).
Entre 1991 y 1996 fue miembro del Consejo Fiscal. En marzo de 2008 fue nombrada Fiscal Jefa Provincial de Valencia y en febrero de 2019 accedió al cargo de Fiscal Superior de la Comunidad Valenciana, sucediendo a Antonio Montabes Córdoba, y situándola al frente de las tres fiscalías provinciales de la región. Posteriormente, en 2024, el Fiscal General del Estado, Álvaro García Ortiz, la propuso como Fiscal de Sala Coordinadora de Menores. En este cargo, en 2025 fue recibida en audiencia por la reina Letizia por su labor en el tratamiento con menores.
Además de su labor en la Fiscalía, ha desarrollado actividad docente. En los años 1997 y 1998 fue profesora asociada de Derecho Civil en la universidad, y desde 1998 es tutora de la Escuela de Práctica Jurídica del Ilustre Colegio de Abogados de Valencia. Ha dirigido, coordinado y participado como ponente en cursos de formación jurídica, conferencias y mesas redondas dirigidas a profesionales del derecho.
Es miembro de la Unión Progresista de Fiscales y del Comité Científico de la Fundación Valenciana de Estudios sobre Infancia y Juventud.

## Reconocimientos
En 1990, María Teresa Gisbert Jordá fue condecorada con la Cruz distinguida de primera clase de la Orden de San Ramón de Peñafort, una distinción otorgada en reconocimiento a sus méritos en el ámbito del derecho. En 2002, recibió el Premio del Día Internacional de la Mujer Trabajadora, concedido por las Cortes Valencianas, en reconocimiento a su trayectoria profesional.
En 2014, fue distinguida en los Premios Æquitas del Colegio Oficial de Graduados Sociales, centrados en la defensa de la justicia social y los derechos de las personas vulnerables. En 2019 recibió el Premio Integridad otorgado por la Asociación de Empresarias y Profesionales de Valencia (EVAP), por su compromiso ético y su trayectoria profesional.